# NGC 1565
NGC 1565 ist eine Spiralgalaxie vom Hubble-Typ Sc im Sternbild Eridanus am Südsternhimmel. Sie ist schätzungsweise 406 Millionen Lichtjahre von der Milchstraße entfernt und hat einen Durchmesser von etwa 105.000 Lichtjahren.

Im selben Himmelsareal befinden sich die Galaxien NGC 1561, NGC 1563, NGC 1564, IC 2064.
Das Objekt wurde am 12. November 1885 von Francis Leavenworth entdeckt.